# Сліпушинське
Сліпу́шинське — село в Україні, у Долматівській сільській громаді Скадовського району Херсонської області. Населення становить 307 осіб. 24 лютого 2022 року село тимчасово окуповане російськими військами під час російсько-української війни.

## Демографія
Згідно з переписом УРСР 1989 року чисельність наявного населення села становила 250 осіб, з яких 112 чоловіків та 138 жінок.
За переписом населення України 2001 року в селі мешкало 307 осіб.

### Мовний склад
Рідна мова населення за даними перепису 2001 року:
| Мова       | Чисельність, осіб | Доля     |
| ---------- | ----------------- | -------- |
| Українська | 232               | 75,57 %  |
| Вірменська | 56                | 18,24 %  |
| Російська  | 13                | 4,23 %   |
| Інше       | 6                 | 1,96 %   |
| Разом      | 307               | 100,00 % |

Таким чином, село входить у двадцятку населених пунктів України, де найвищий відсоток вірменомовного населення (перше місце у селища Нагірне — 28,6, друге у с. Нова Зоря — 27,9).